# شونان، یاماگوچی
شونان در استان یاماگوچی در کشور ژاپن واقع شده‌است که دارای جمعیت ۱۵۰٬۲۹۹ نفر و مساحت ۶۵۶٫۲۵ کیلومتر مربع با تراکم جمعیت ۲۲۹ نفر در کیلومترمربع است و در تاریخ ۲۱ آوریل ۲۰۰۳ به عنوان شهر شناخته شد.